# قرار مجلس الأمن التابع للأمم المتحدة رقم 2687
قرار مجلس الأمن التابع للأمم المتحدة رقم 2687 الذي تم اعتماده في 27 يونيو 2023 وبموجب القرار يصوت مجلس الأمن على تمديد التفويض لمهمة الاتحاد الأفريقي في الصومال حتى 31 ديسمبر 2023.
ويسمح القرار بالمرحلة الأولى من سحب 2000 جندي من أجهزة قوات بعثة الاتحاد الإفريقي الانتقالية في الصومال بحلول 30 سبتمبر 2023 والمرحلة الثانية من سحب 3000 جندي من ATMIS حتى 31 ديسمبر 2023.

## روابط خارجية
- نص القرار على undocs.org